# Шахрдари (футбольный клуб, Ясудж)
«Шардари» — иранский футбольный клуб из города Ясудж. Клуб был основан в 2009 году, в первом же своём сезоне заслужив выход в Лигу Азадеган. В сезоне 2010/11 команда дошла до полуфинала Кубка Ирана.

## История
«Шардари» был основан в 2009 году и был включён в состав Второго дивизиона, третьего уровня в системе футбольных лиг Ирана. По итогам дебютного сезона клуб завоевал продвижение в Лигу Азадеган. В сезоне 2010/11 «Шардари» занял третье место в своей группе, всего на 2 очка отстав от второй позиции, дававшей право на участие в плей-офф за выход в Про-лигу. При этом команда не проиграла ни одного домашнего матча в чемпионате. Параллельно «Шардари Ясудж» достиг четвертьфинала Кубка Ирана, попутно переиграв в гостях в четвёртом раунде «Зоб Ахан» с минимальным счётом.
В следующем сезоне «Шардари» играл роль середняка в Лиге Азадеган, в Кубке Ирана же сотворил сенсацию, добравшись до полуфинала. Сначала в четвёртом раунде он дома по пенальти одолел «Трактор Сази», затем в гостях оказался сильнее «Сиах Джамегана» со счётом 2:1, а в четвертьфинале дома в серии пенальти переиграл «Фулад». Непреодолимым препятствием для «Шардари» как и в предыдущем розыгрыше стал тегеранский «Эстегляль», которому он уступил в полуфинале с результатом 0:1.
По итогам чемпионата 2013/14 «Шардари» вылетел из Лиги Азадеган во Второй дивизион.

## История выступлений
| Сезон   | Дивизион      | Место | Кубок |
| ------- | ------------- | ----- | ----- |
| 2009/10 | 2 див.        |       |       |
| 2010/11 | Лига Азадеган | 3-е   | 1/4   |
| 2011/12 | Лига Азадеган | 7-е   | 1/2   |
| 2012/13 | Лига Азадеган | 4-е   | 1/8   |
| 2013/14 | Лига Азадеган |       |       |